# 木更津市立木更津第三中学校
木更津市立木更津第三中学校（きさらづしりつ きさらづだいさんちゅうがっこう）は、千葉県木更津市にある市立中学校。

## 沿革
- 1947年（昭和22年） - 木更津市立清川中学校として現東清小学校地に開校
- 1953年（昭和28年） - 木更津第三中学校に改称

## 所在地
- 千葉県木更津市永井作1-1-1

## 卒業した著名人
- 渡辺芳邦 - 木更津市長
- 松本卓也 (シンガーソングライター)